# Miguel Cabrera (beisbolista)
José Miguel Cabrera Torres (Maracay, 18 de abril de 1983) es un exbeisbolista profesional venezolano. En la MLB jugó para los Marlins de Florida desde el año 2003 hasta 2007, y luego pasó a formar parte del equipo Tigres de Detroit desde el año 2008 hasta su retiro en 2023.
En 2012, ganó la Triple Corona de bateo, siendo el primer bateador en conseguirla desde 1967, y al mismo tiempo, se convirtió en el primer latino de toda la historia del béisbol profesional en conseguir dicha hazaña. En 2022, Cabrera se convirtió en el tercer jugador en la historia, con un promedio de bateo superior a .300, 500 jonrones y 3,000 hits, uniéndose a Hank Aaron y Willie Mays. Además, es el segundo latino con más hits conectados en toda la historia de la MLB (el primero es Albert Pujols). 
Desde su debut en 2003, en dos ocasiones fue ganador del premio al MVP de las Grandes Liga de Béisbol de la Liga Americana, cuatro veces campeón de bateo de la Liga Americana y once veces al campeonato de la MLB. Cabrera ha jugado en la primera y tercera base durante la mayor parte de su carrera en las Grandes Ligas, pero jugó principalmente en el jardín izquierdo y derecho antes de 2006. 
Cabrera fue firmado en 1999 como agente libre aficionado por los Marlins de la Florida. Hizo su debut en Grandes Ligas a mediados de 2003 a la edad de 20 años, y contribuyó al éxito de la Serie Mundial de Béisbol de los Marlins ese mismo año. Cabrera fue un jugador regular de los Marlins durante las próximas cuatro temporadas antes de ser negociado a los Tigres de Detroit a finales de 2007. En 2012, Cabrera ganó la Triple Corona de bateo, liderando la Liga Americana con un promedio de bateo de .330, 44 jonrones, y 139 carreras impulsadas, lo que le valió el premio MVP de Liga Americana en ese año. En 2013, Cabrera mejoró en el rendimiento de bateo del año anterior, incluyendo un promedio de bateo de .348, y recibió otro premio MVP.

## Primeros años

### Biografía
Miguel Cabrera nació en 1983 en la ciudad de Maracay, Venezuela. Hijo de Miguel Cabrera y Gregoria Torres de Cabrera. Padre de cuatro hijos, tres de estos con su actual esposa y otra hija más que reside en Venezuela, Victoria Cabrera.
Miguel Cabrera empezó a jugar a los 3 años de edad en la escuela comandada por su abuelo José Torres. Jugó varias veces en la selección de la liga bolivariana con los grandes ligas Jhoan Pino, Albero Callaspo y los aficionados Ismael Loyo, José Cheo Ronmero, etc
José Torres —tío del jugador— recuerda claramente la impresión que su sobrino causó a los representantes del equipo de los Marlins de Florida. Sentado en la pequeña tribuna del descuidado parque de pelota, revive aquel momento: “Ellos estaban aquí, viendo hacia la puerta, impacientes porque Miguelito no llegaba; pues no se habían percatado de que estaba en el terreno y que había entrado al saltar por la pared de la casa de la abuelaico de los Tigres de Aragua, ingresaba a la escuela de béisbol David Torres. Casi fue debut y despedida. Era la primera vez que jugaba. Lo metieron en segunda base y cuando venían a batear, al niño que le antecedía le pegaron un pelotazo. Luego de ver eso, se guindó de la cerca y de allí no lo pudo quitar nadie”, rememora entre risas Gregoria, a quien todos llaman cariñosamente Goya. Un año duró el susto dentro del cuerpo del aporreador que haría temblar a los mejores brazos del Big Show. “Se ponía a llorar, no quería ir a las prácticas; sin embargo, al ver a los niños entrenar, se entusiasmó y volvió al estadio”. Su madre confiesa que “la crianza de Miguelito fue un poco dura, con humildad. No exigía nada, comprendía la situación que atravesábamos”.
Miguel Cabrera, su padre, tenía un taller de latonería y pintura, al tiempo que la mamá era ama de casa y ayudaba en las cuestiones del negocio familiar. Los padres hicieron hincapié en la disciplina del joven y forjaron su espíritu luchador.
“Goya fue muy fuerte con él, lo apretó mucho en el bachillerato”, indica el tío José, quien reconoce la dedicación de su hermana y su cuñado para con su primogénito.
“Su mamá y su papá hicieron cosas que pocos hacen por sus hijos. Todos los fines de semana lo acompañaban al estadio y todo esto es el fruto de sus esfuerzos”, sostiene Simón Astudillo Urbina, vecino y dueño de un restaurante en La Pedrera, que se jacta de conocer al cuarto bate de los campeones mundiales “desde que era un niño”.
Wilmer Astudillo Mora, comerciante de la zona, rescata que “sus padres siempre lo fueron llevando con mucha educación. A las 9 de la noche estaba recogido en su casa, y cuando no estaba allí se la pasaba en el estadio y, a veces, en la plaza de enfrente”.
En La Pedrera es el único tema de conversación.
En la escuela de David Torres jugó hasta prejunior (categoría de 9-10 años de edad), dentro de la Liga Mario Briceño Iragorry. Cuando ascendió a júnior, ingresó al equipo Fanametal en Cagua y más tarde pasó a jugar con Tigritos, dirigido por el scout de los Rojos de Cincinnati Félix Delgado
Frank Torres, primo de Miguelito, lo describe como un muchacho tranquilo. “Para divertirnos jugábamos básquet, futbolito y, cuando tenía juego los fines de semana, visitábamos parques, hacíamos parrillas o nos bañábamos en la playa”, acota este joven de 22 años que también es beisbolista.
A los 13 años, Miguelito delineó su futuro. Le comunicó a su padre que deseaba convertirse en pelotero profesional y recibió una serena respuesta: “Debes dedicarte a eso y a tus estudios, trabajar bastante para lograr esa meta”, y a partir de ese momento, relata Goya, “comenzó a aplicar ese consejo. Salía del liceo Andrés Bello, donde se graduó, a la 1 de la tarde, almorzaba y después practicaba hasta la 6 pm”.
Para cuidar su brazo, el papá le prohibió jugar voleibol, disciplina en la que resaltó hasta el punto de que le propusieron integrar la selección nacional juvenil de la especialidad.
“Pero él se iba a practicar escondido”, advierte Goya. Por ello, el rostro que acapara las primeras planas de los periódicos venezolanos “cuando ganaba su sexteto, huía de los reporteros gráficos y nunca salía en las fotos para que nosotros no nos enteráramos”. Pronto el béisbol absorbería todo su tiempo. Los éxitos logrados en diferentes certámenes le abrieron un puesto en la novena que disputó el Panamericano de San Luis, EE. UU., en 1997.
En ese torneo, José Miguel fue designado campeón shortstop, jonronero, bate, slugger e infield. Gracias a esta actuación, recibió varias condecoraciones en el país, incluido su segundo premio a la excelencia de la juventud aragüeña, y fue llevado por Gilberto Mendoza a la cena anual de la Asociación Mundial de Boxeo en Las Vegas, donde compartió, entre otros, con Evander Holyfield y Larry Holmes.
En Misuri, además de las distinciones, conquistó la atención de los cazadores de talentos de las Mayores. “Eso era un solo corri-corri. Del liceo al estadio de La Pedrera. Llegaba el jefe de Toronto Blue Jays, a los tres días uno de los Marlins. Hubo un momento en que los scouts de Venezuela no podían hacer nada porque no sabían cómo calificar a ese pelotero”, narra Goya.
En el día Miguelito deslumbraba a los observadores foráneos y, en las noches, los padres se mantenían en vela. “No dormíamos, estudiábamos las ofertas. Qué pelotero jugaba aquí; qué chance podía tener José Miguel con las organizaciones. Eso lo hablábamos Miguel y yo en las noches, que se nos iban en puro pensar”.
Las cavilaciones culminaron el 2 de julio de 1999, en El Portón de la Abuela en la avenida Las Delicias de Maracay, donde Cabrera sorprendió al mundo del béisbol al firmar con los Marlins de Florida por un bono de 1 800 000 dólares.
Al día siguiente de la firma, los periodistas arribaron a La Pedrera para ubicar al millonario prospecto, que los recibió descalzo, en shorts y sumergido en una montaña de arena junto al palo de almendrón del patio de la casa de la abuela.
El 26 de junio de 2002 se casó por civil con Rosángel Polanco (20), su novia en el liceo, del barrio La Cooperativa, cercano a La Pedrera.
El 20 de junio de 2002, Rosangel llamó a Goya la madre de Miguel para comunicarle que a Miguel lo subieron a las mayores.
Más tarde ese mismo día, y con su primer jonrón a cuestas en la Gran Carpa, volvió a repicar el teléfono en Maracay: “¡Mamá estoy feliz!”.
La emoción contagió a la familia.
“Esa noche le prendí su vela a la Virgen del Carmen y le dije: Mira, concédeme que mi nieto no me baje, nada más para arriba”, rezó doña Berta.Y la protectora de las ánimas del purgatorio le dispensó el milagro, así como a él su sueño: “Miguelito me decía, ‘abuela yo tengo esperanzas de ser un buen deportista para ayudarlos a salir de esta situación’, porque estábamos muy mal”.
Un año después de firmar con los Marlins, los Cabrera Torres se mudaron a una zona residencial de Maracay conocida como Parque Aragua, cercano a un inmenso centro comercial.
“Me siento feliz y satisfecha por estos triunfos”, admite Goya, quien sabe que las victorias son el resultado del tesón de su muchacho e, igualmente, “el fruto de mis regaños”.
José Miguel Cabrera admira mucho a David Concepción, respeta y escucha los consejos que le prodigan sus compatriotas Andrés Galarraga, Omar Vizquel, Oswaldo Guillén y Álex González; pero su jugador preferido no es de estas latitudes. “Él es fanático de Manny Ramírez”, el dominicano jardinero izquierdo de los Medias Rojas de Boston, asevera su mamá Gregoria Torres, quien revela que su hijo viste el uniforme 24 de los Tigres de Aragua para imitar al quisqueyano, que lleva ese mismo número en su espalda con los patirojos.

## Carrera profesional

### Florida Marlins (2003-2007)

#### 2003: año de novato y Serie Mundial
Cabrera hizo su debut en Grandes Ligas el 20 de junio de 2003, a los 20 años; Édgar Rentería, a los 19 años, fue el único jugador de los Marlins en debutar a una edad más joven. Cabrera conectó un jonrón de salida en su primer juego de Grandes Ligas contra los Tampa Bay Devil Rays, después de Billy Parker en 1972 y Josh Bard en 2002 como el tercer jugador desde 1900 en conectar un jonrón ganador del juego en su debut en Grandes Ligas. Cabrera se estableció rápidamente, ya que su juego estelar en julio lo convirtió en el bateador de limpieza de los Marlins. El juego de postemporada de Cabrera ayudó a impulsar a Florida al título de la Serie Mundial sobre los New York Yankees. ESPN The Magazine lo llevó a la portada durante la temporada baja. Terminó quinto en la votación de Novato del Año de la Liga Nacional, ya que su compañero de equipo Dontrelle Willis se llevó el premio a casa.
En la NLDS contra los Giants, Cabrera bateó (.286) con tres carreras impulsadas. Después de cambiar de posición en el calor de la Serie de Campeonato de la Liga Nacional contra los Chicago Cubs, bateó para (.333) con tres jonrones y seis carreras impulsadas, incluidos jonrones decisivos en el Juego 1 y el Juego 7 que le dieron a los Marlins una ventaja crucial. En el Juego 4 de la Serie Mundial de 2003 contra los Yankees, Cabrera enfrentó a Roger Clemens por primera vez en su carrera. En la primera entrada, Clemens lanzó una bola rápida de 92 mph cerca de la barbilla de Cabrera, lo que provocó que Cabrera se volviera y mirara a Clemens. Más tarde en el turno al bate, Cabrera conectó un lanzamiento al jardín derecho profundo para un jonrón de dos carreras. El jonrón le daría a los Marlins una ventaja temprana de 2-0 en el camino a una victoria de los Marlins por 4-3 que igualó la serie en dos juegos cada uno. Cabrera y los Marlins ganarían la Serie Mundial 2003 en 6 juegos.
En su primera temporada, Cabrera bateó (.268) (84 de 314), con 12 jonrones, 62 carreras impulsadas, 39 carreras , 21 dobles y tres triples en 87 juegos jugados y recibió los honores de Novato del Mes de la Liga Nacional tanto en julio como en septiembre.

#### 2004
En 2004, Cabrera bateó (.294) con 33 jonrones, 112 carreras impulsadas, 101 carreras, 177 hits, un porcentaje de embase de (.366), un porcentaje de slugging de (.512) desde el tercer y cuarto lugar del orden, mientras jugaba en 160 juegos y ganando su primera aparición en el Juego de Estrellas.
Cabrera pasó toda la temporada 2004 jugando en los jardines y tuvo 13 asistencias en los jardines. En 284 oportunidades totales de fildeo, cometió nueve errores (empató la mayor cantidad entre los jardineros de la Liga Nacional) e hizo 262 apagones.

#### 2005
En 2005, Cabrera terminó segundo en la Liga Nacional en hits de base con 198 y bateó para (.323) con 33 jonrones, 43 dobles, dos triples y 116 carreras impulsadas. Fue votado para su segundo Juego de Estrellas consecutivo, junto con sus compañeros Paul Lo Duca y Willis, y ganó su primer premio Silver Slugger. Los 33 jonrones de Cabrera lo convirtieron en el jugador más joven en la historia de las Grandes Ligas con 30 temporadas consecutivas de jonrones, a los 22 años y 143 días, Albert Pujols realizó la hazaña a los 22 años, 223 días. Cabrera también se convirtió en el primer Marlin en la historia en conectar al menos 30 jonrones e impulsar al menos 100 carreras en temporadas consecutivas.

#### 2006
Antes de la temporada 2006, Cabrera representó a Venezuela en el Clásico Mundial de Béisbol inaugural; la selección venezolana terminó séptima en el torneo.
Con sus compañeros Josh Willingham y Dan Uggla bateando detrás y delante de él respectivamente, Cabrera terminó el año con un promedio de bateo de (.339), 26 jonrones y 114 carreras impulsadas. Fue seleccionado para su tercer Juego de Estrellas consecutivo y ganó su segundo premio Silver Slugger.
Cabrera fue elegido para representar a los All-Stars de la Liga Nacional por tercera vez en su carrera e hizo su primera aparición en el Home Run Derby. Cabrera terminó en tercer lugar con 15 jonrones en el evento.
El 22 de junio de 2006 el lanzador Todd Williams dejó que el primer lanzamiento de un intento de caminar intencional se acercara demasiado al plato y Cabrera extendió la mano y lo conectó con un sencillo al jardín central derecho. El hit ocurrió durante la décima entrada, anotando la carrera ganadora para dar a los Marlins una ventaja de 6–5 sobre los Baltimore Orioles.

#### 2007

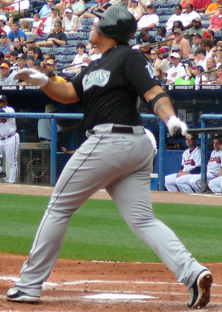
Cabrera con los Florida Marlins en 2007

El 17 de febrero, Cabrera se convirtió en el primer jugador de la temporada baja de 2007 en ganar su audiencia de arbitraje, obteniendo un contrato de un año por valor de ($ 7.4) millones.
Cabrera participó su cuarto Juego de Estrellas consecutivo. Inicialmente estaba programado para participar en el Home Run Derby durante el fin de semana del Juego de Estrellas, pero una lesión en el hombro izquierdo, que sufrió unos días antes del receso del Juego de Estrellas, lo obligó a salir del derby y lo limitó en el Juego de Estrellas. a un bate de emergente contra Dan Haren en el que se ponchó.
El 4 de septiembre Cabrera registró su 500 carrera impulsada como jugador de Grandes Ligas, lo que lo convierte en el tercer jugador más joven en acumular 500 carreras impulsadas. Los miembros del Salón de la Fama Mel Ott y Ted Williams fueron los únicos jugadores que lo precedieron en esta hazaña.
El 15 de septiembre de 2007, en un juego contra los Colorado Rockies en Coors Field, Cabrera impulsó al menos 100 carreras por cuarto año consecutivo. Su carrera impulsada número 100 llegó en la primera entrada contra Ubaldo Jiménez. Cinco entradas más tarde, Cabrera agregó cuatro carreras impulsadas más cuando golpeó una pelota a 134 metros (438 pies) en los árboles del jardín central para su primer grand slam de carrera. Se unió a David Ortiz, Álex Rodríguez, Albert Pujols, Mark Teixeira, Bobby Abreu y Vladimir Guerrero como los únicos jugadores en alcanzar la meseta de 100 carreras impulsadas en cada una de las cuatro temporadas anteriores.
En 2007, Cabrera ganó el Jugador de la Semana de la Liga Nacional dos veces (del 1 al 8 de abril y del 4 al 10 de junio). También superó al ex Marlins Gary Sheffield y Derrek Lee por el segundo lugar en la lista de jonrones de la franquicia. Cabrera se movió al tercer lugar en carreras impulsadas de franquicia de todos los tiempos y al primero en promedio de bateo. Cabrera terminó la temporada 2007 con récords personales tanto en jonrones como en carreras impulsadas.

### Detroit Tigers (2008-2023)

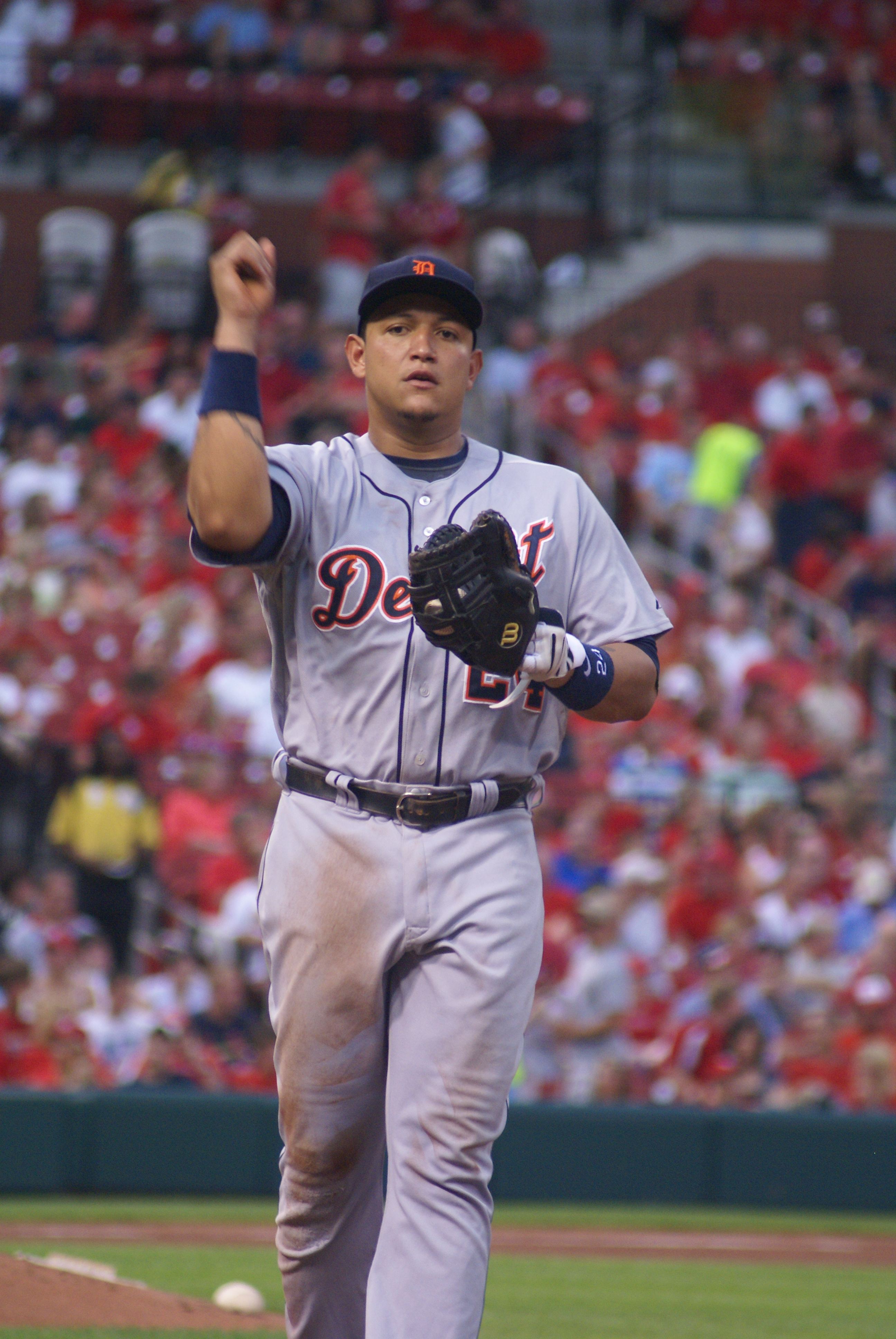
Cabrera en 2009

#### 2008
El 5 de diciembre de 2007, los Marlins cambiaron a Cabrera y al lanzador abridor Dontrelle Willis a los Detroit Tigers por los lanzadores Andrew Miller, Dallas Trahern, Eulogio De La Cruz y Burke Badenhop, el jardinero Cameron Maybin y el receptor Mike Rabelo.
El 22 de marzo de 2008, Cabrera llegó a un acuerdo con los Tigres sobre una extensión de contrato por ocho años y $ (152.3) millones. En ese momento, el acuerdo era el cuarto más grande en la historia del béisbol, detrás de los firmados por Álex Rodríguez, Derek Jeter y Manny Ramírez. El acuerdo también fue el más grande en la historia de los Tigres en ese momento, superando el contrato de cinco años y $ 75 millones firmado por Magglio Ordóñez en 2005, luego fue superado en 2012 cuando Prince Fielder firmó un contrato por nueve años y $ 214 millones Cabrera ganó ($ 11.3) millones en 2008 y debía recibir un promedio de $ 20 millones por año hasta 2015.
Cabrera hizo su debut con los Tigres el 31 de marzo de 2008, jugando tercera base en un partido en casa contra los Kansas City Royals. En su tercer turno al bate, conectó un jonrón solitario ante el lanzador de los Reales Gil Meche. Terminó el juego 1 de 5 con dos ponches, y los Tigres perdieron 5-4 en 11 entradas.
Miguel Cabrera inició el 2008 con muchas expectativas ya que al recibir un contrato multimillonario creó mucha curiosidad por ser su primer año en la liga americana, pero a pesar de un comienzo algo irregular Cabrera hizo los ajustes y mostró todos su talento dejando increíbles números al final de la temporada.
Participó en 160 juegos, tomó 616 turnos oficiales dejando promedio de (.292), 37 cuadrangulares y 127 carreras traídas al plato; aunque la principal cláusula de su contrato no pudo alcanzarla: su equipo, los Detroit Tigers, no avanzaron a la Postemporada de las Grandes Ligas. Desde un principio defraudaron ya que su primera victoria llegó después de 7 derrotas.

#### 2009
Cabrera fue seleccionado para jugar con Venezuela en el Clásico Mundial de Béisbol 2009, junto con sus compañeros de equipo de los Tigres Magglio Ordóñez, Carlos Guillén y Armando Galarraga.
Cabrera registró un promedio de bateo de (.324), cuarto en la Liga Americana. También empató el récord de su carrera en hits con 198, que también fue cuarto entre los jugadores de la Liga Americana. Cabrera también tuvo otra temporada de más de 100 carreras impulsadas, por lo que es el sexto año consecutivo en que alcanza la marca de las 100 carreras impulsadas.

#### 2010
El 28 de mayo, en un partido contra los Atléticos de Oakland en Detroit, Cabrera conectó tres jonrones en la derrota de los Tigres por 5-4. Dos de los jonrones llegaron contra el abridor Ben Sheets y uno contra el cerrador Andrew Bailey. Fue el primer juego de tres jonrones en la carrera de Cabrera, y llegó en su primer juego regresando al equipo después del nacimiento de su hija.
Cabrera fue nombrado All-Star de la Liga Americana por primera vez desde que se unió a la Liga Americana, y la quinta vez en sus ocho años de carrera. Fue elegido para ser titular en lugar de la estrella de los Mellizos de Minnesota, Justin Morneau, quien había sufrido una conmoción cerebral. Cabrera también participó en el Home Run Derby, terminando cuarto en el evento con 12 jonrones.
El 26 de septiembre, en un juego contra los Cleveland Indians, Cabrera sufrió un esguince en el tobillo mientras regresaba a la primera base en un intento de pick-off. Inicialmente intentó jugar, pero los Tigres decidieron cerrarlo por el resto de la temporada. Cabrera terminó la temporada 2010 con un promedio de bateo de (.328), 38 jonrones y 126 carreras impulsadas. La falta de un bateador #5 fuerte para seguir a Cabrera en la alineación de los Tigres también resultó en que consiguiera 89 pasaportes, el récord personal, que incluyó 32 pases intencionales, el mejor de la Liga Americana. En defensa, Cabrera lideró a todos los primera base de la Liga Americana en errores, con 13.

#### 2011

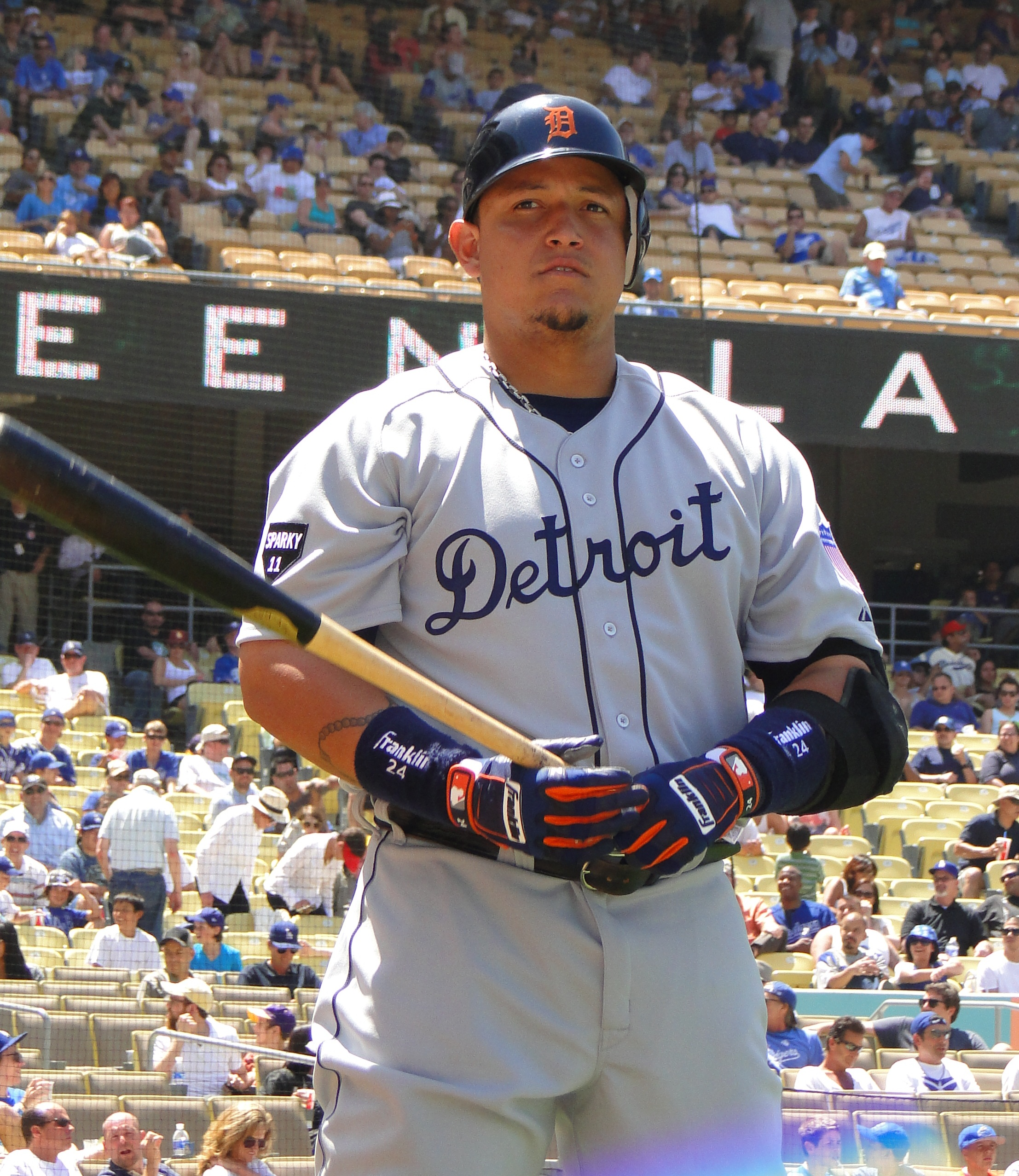
Cabrera en 2011

Cabrera fue incluido en su segundo equipo All-Star de la Liga Americana como reserva en 2011, su sexta aparición en el Juego de Estrellas en general. El 15 de julio, el primer juego después del receso por el Juego de Estrellas, Cabrera consiguió el hit número 1500 de su carrera, en un juego contra los Chicago White Sox. Cabrera bateó para un promedio de (.344), ganando el título de bateo de la Liga Americana, al mismo tiempo que lidera la Liga Americana en porcentaje de embase (.448) y dobles (48). Tuvo su octava temporada consecutiva de 100 carreras impulsadas (105) y su quinta temporada consecutiva de 30 HR (30). También alcanzó un récord personal en boletos con 108. En defensa, Cabrera lideró a todos los primera base de la Liga Americana en errores, con 13.
Cabrera bateó (.429) con seis jonrones y 21 carreras impulsadas en septiembre de 2011, impulsando a los Tigres a los playoffs y finalmente a la Serie de Campeonato de la Liga Americana. En la ALCS 2011, Cabrera bateó (.400) con cuatro dobles, tres jonrones y siete carreras impulsadas, y registró un OPS de (1.606), pero los Tigres cayeron ante los Texas Rangers en seis juegos.
Hasta 2011, tuvo el sexto mejor promedio de bateo de su carrera de todos los jugadores activos (.317) y el séptimo mejor porcentaje de slugging (.555) y OPS (.950).

#### 2012 Triple Corona, Primer MVP, Serie Mundial
El 27 de abril de 2012 Miguel Cabrera llegó a las 1000 empujadas en su corta carrera en las Grandes Ligas es el jugador más joven en lograr tal récord solo detrás del jugador estrella de los Yankees de Nueva York Álex Rodríguez.
El 22 de julio de 2012 contra los Chicago White Sox, Cabrera se convierte en el segundo venezolano en alcanzar la cifra de 300 HR, tras sacar 2 bolas del estadio.
El martes 14 de agosto de 2012 Cabrera entró a una lista de históricos peloteros al impulsar su carrera número 100 de la temporada y llegar a 9 campañas consecutivas con más de 100 impulsadas antes de cumplir los 30 años de edad, lista que integran varios Salón de la Fama del Béisbol como Mel Ott, Jimmie Foxx y Al Simmons, además de los peloteros activos Albert Pujols y Alex Rodríguez.
Un día después el 15 de agosto, Miguel Cabrera conecta su cuadrangular 30 de la temporada y llega a su 8.ª campaña con 30 o más cuadrangulares antes de cumplir los 30 años, solo lo superan en la historia de las Grandes Ligas con 9 temporadas con 30 o más cuadrangulares antes de cumplir 30 años los miembros del Salón de la Fama, Eddie Mathews, Jimmie Foxx y los peloteros activos Albert Pujols y Álex Rodríguez.
También en 2012 Miguel Cabrera consiguió la Triple Corona de bateo al ser en dicha temporada líder en los 3 departamentos de ofensiva (Promedio, Jonrones e Impulsadas) el 5 de octubre de 2012 (un logro que no obtenía ningún pelotero desde 1.967, cuando lo hizo Carl Yastrzemski de los Boston Red Sox), con los siguientes números:
- Promedio de Bateo 330.
- Jonrones 44.
- Carreras Impulsadas 139.

El 15 de noviembre, Cabrera fue nombrado Jugador Más Valioso de la Liga Americana sobre Mike Trout de los Angelinos de Los Ángeles, recibiendo 22 de 28 votos para el primer lugar y 362 puntos de un panel de la Asociación de Escritores de Béisbol de América.
En el Juego 4 de la Serie Mundial de 2012, Cabrera conectó su primer jonrón en la Serie Mundial desde su año de novato con los Marlins en 2003, poniendo a Detroit en el tablero por primera vez en dos juegos. Durante la parte inferior de la décima entrada, Cabrera fue el último out de la Serie Mundial cuando se ponchó mirando, completando la barrida de los San Francisco Giants sobre los Tigers.

#### 2013: segunda temporada de MVP
El miembro del Salón de la Fama del Béisbol Al Kaline fue citado en 2013 diciendo que la actuación de Cabrera fue "increíble", y que Cabrera ya estaba calificado para el propio Cooperstown. Bob Nightengale de USA Today Sports llamó a Cabrera "el mejor jugador en el juego de béisbol ". Barry Bonds estuvo de acuerdo con el análisis de Nightengale, y agregó" es el mejor con mucho, sin duda lo mejor".
Cabrera ganó el Premio ESPY en 2013 al Mejor Jugador de MLB. El 9 de julio de 2013, conectó el jonrón 350 de su carrera contra los Medias Blancas de Chicago. 
En el receso del Juego de Estrellas de 2013, Miguel estaba bateando (.365) con 30 jonrones y 95 carreras impulsadas, líderes en la liga, considerablemente por delante del ritmo que estableció durante su temporada 2012 de la Triple Corona en el mismo punto. Cabrera se convirtió en el primer jugador en la historia de la MLB en tener al menos 30 jonrones y 90 carreras impulsadas antes del receso por el Juego de Estrellas. Cabrera fue elegido como titular en la tercera base por primera vez en la votación de los fanáticos para el Juego de Estrellas de las Grandes Ligas de 2013.
Cabrera fue nombrado Jugador del Mes de la Liga Americana de agosto. Cabrera bateó para (.356) (36 de 101) con cinco dobles, 11 jonrones, 31 carreras impulsadas, 17 carreras anotadas y 13 boletos en 27 juegos para reclamar el cuarto Premio al Jugador del Mes de su carrera y el segundo de la temporada 2013, luego de reclamando el premio en el mes de junio.
El 14 de noviembre, Cabrera ganó su segundo premio MVP consecutivo de la Liga Americana, recibiendo 23 de 30 votos para el primer lugar y 385 puntos. Cabrera se convirtió en el primer jugador de la Liga Americana de ganar-consecutivos premios de JMV desde Frank Thomas de los Medias Blancas de Chicago (1993-1994). Fue el tercer jugador del Tiger en ganar el premio MVP más de una vez, uniéndose a Hank Greenberg (1935, 1940) y Hal Newhouser (1944-45).

#### 2014
En 2014 Miguel Cabrera pactó con los Tigres de Detroit por 10 años y 292 millones de dólares, una cifra récord para las grandes ligas y cualquier otro deporte en los Estados Unidos después de lograr cifras extraordinarias con el bate convirtiéndose así en el beisbolista mejor pagado, y el más alto sueldo en la historia deportiva de los Estados Unidos.  "Este es un día especial para mi familia y para mí", expresó Cabrera, sentado al lado del mánager de los Tigres, Brad Ausmus, y el gerente general Dave Dombrowski. "Quiero terminar mi carrera aquí. He trabajado duro para mejorar, y Detroit es como mi hogar.". Cabrera le quita el título del contrato más grande del béisbol a Álex Rodríguez, quien firmó por 10 años y 252 millones con los Rangers de Texas en un pacto que comenzó en 2001, fue canjeado a los Yanquis de Nueva York después de tres temporadas, y luego firmó por 10 años y 275 millones con Nueva York en diciembre de 2006.
Cabrera ganó el premio ESPY al mejor jugador de la MLB por segundo año consecutivo en 2014.
El 7 de septiembre, Cabrera registró su 100.ª carrera impulsada de la temporada, alcanzando el hito por undécima temporada consecutiva. Cabrera fue el quinto jugador en la historia de las Grandes Ligas en lograr esta hazaña, uniéndose a Lou Gehrig (13 temporadas), Jimmie Foxx (13 temporadas), Álex Rodríguez (13 temporadas) y Al Simmons (11 temporadas).
Cabrera terminó la temporada regular con un promedio de bateo de (.313), 25 jonrones, 109 carreras impulsadas y 52 dobles; lideró ambas ligas con 11 flyes de sacrificio. Junto con Matt Holliday en 2014, Cabrera logró al menos 20 jonrones, 30 dobles, 75 carreras impulsadas y 80 carreras anotadas cada uno por novena temporada consecutiva, convirtiéndose en el cuarto jugador en la historia de la MLB en hacerlo. Los otros fueron Stan Musial, Manny Ramírez y Albert Pujols, todos con diez temporadas consecutivas.
El 24 de octubre, Cabrera se sometió a una cirugía para extirpar un espolón óseo en el tobillo derecho que le había estado molestando durante varios meses. También se sometió a un procedimiento para reparar una fractura por estrés en el hueso navicular cerca de la parte superior de su pie derecho. Los médicos sabían sobre los espolones óseos, pero dijeron que el descubrimiento del hueso roto fue una sorpresa. El propio Cabrera dijo que no estaba sorprendido y dijo: "Sentía mucho dolor. Sabía que algo andaba mal". Dijo que tuvo que alterar la mecánica de su swing la última mitad de la temporada 2014, al no poder poner peso sobre su pie trasero sin sentir dolor.

#### 2015
El 15 de mayo de 2015, Cabrera conectó el jonrón 399 de su carrera, igualando la marca de Andrés Galarraga como el venezolano con mayor cantidad de cuadrangulares en las Grandes Ligas. El día siguiente (16 de mayo) conectó su jonrón 400, convirtiéndose así en el venezolano con más cuadrangulares.
El 21 de mayo, Cabrera registró la carrera impulsada número 1.400 de su carrera. A la edad de 32 años y 33 días, fue el quinto jugador más joven en alcanzar el hito.
El 4 de julio de 2015 fue colocado en la lista de lesionados por primera vez en su carrera debido a una distensión en la pantorrilla.
Fue elegido como primera base titular en la votación al Juego de Estrellas 2015, la novena ocasión en su carrera que forma parte de este evento. 
Cabrera fue retirado de la lista de lesionados el 14 de agosto. El 16 de agosto, registró su carrera impulsada número 1,426 para superar a Galarraga en la mayor cantidad de carreras impulsadas por un jugador nacido en Venezuela.
Miguel Cabrera consiguió su cuarto título de bateo al finalizar la campaña con un promedio de (338) superando al torpedero de los Medias Rojas de Boston, Xander Bogaerts, Cabrera es ahora uno de los pocos jugadores en la historia de las Mayores que consigue al menos cuatro coronas de bateo, registro que solamente han conseguido héroes del béisbol como: Wade Boggs, Tony Gwynn, Harry Heilmann, Ty Cobb, Ted Williams, Stan Musial, Rod Carew, Honus Wagner, Roberto Clemente, Nap Lajoie y Rogers Hornsby.
Cabrera ganó su sexto premio Silver Slugger y el segundo en primera base, convirtiéndose en el jugador número 18 en ganar al menos seis premios Silver Slugger. Cabrera se unió a Álex Rodríguez como los únicos jugadores con múltiples premios Silver Slugger en diferentes posiciones del cuadro.

#### 2016
Cabrera fue nombrado Jugador de la Semana de la Liga Americana durante la semana del 26 de septiembre al 2 de octubre. Cabrera bateó (.565) (13 de 23) con seis carreras anotadas, un doble, cuatro jonrones y 13 carreras impulsadas en seis juegos. Cabrera terminó el período primero en hits, carreras impulsadas, promedio de bateo, porcentaje de slugging (1.130) y porcentaje de embase (.583), segundo en jonrones y bases totales (26), y empatado en tercer lugar en carreras anotadas en la Liga Americana. Esto marcó el decimoquinto honor semanal de Cabrera, empatándolo con Barry Bonds en el segundo lugar más alto de todos los tiempos. Cabrera fue nombrado Jugador del Mes de la Liga Americana por el período del 1 de septiembre al 2 de octubre. Cabrera bateó (.347) (34 de 98) con 20 carreras anotadas, cuatro dobles, 10 jonrones y 27 carreras impulsadas en 26 juegos para reclamar. el sexto premio al Jugador del Mes de su carrera. Entre los líderes de la Liga Americana en septiembre con un mínimo de 80 turnos al bate, Cabrera terminó segundo en porcentaje de slugging (.694), empatado en segundo lugar en jonrones y carreras impulsadas, tercero en porcentaje de embase (.443), cuarto en promedio de bateo, y empató en el cuarto lugar en hits y carreras anotadas.
Cabrera terminó la temporada 2016 con un promedio de bateo de .316, 38 jonrones, 31 dobles y 108 carreras impulsadas. Terminó empatado en el primer lugar en la Liga Americana con David Ortiz por la mayor cantidad de bases por bolas intencionales con 15, y por segunda vez en su carrera lideró las mayores al conectar 26 dobles play.
Cabrera ganó el premio AL Silver Slugger 2016 para primera base, su séptimo premio Silver Slugger en general y el tercer premio en primera base. Fue uno de los 13 jugadores de las Grandes Ligas que ganó siete o más premios Silver Slugger desde que se introdujo el premio en 1980.

#### 2017
Las dolencias de espalda y la rigidez plagaron a Cabrera durante la temporada 2017, comenzando con el Clásico Mundial de Béisbol. El 22 de abril, fue colocado en la lista de incapacitados de 10 días debido a una distensión en la ingle derecha. Fue activado el 2 de mayo y conectó el jonrón 450 de su carrera esa noche. El 2 de junio, Cabrera registró su extrabase número 1.000 en su carrera, convirtiéndose en el jugador número 39 en la historia de las Grandes Ligas en alcanzar el hito. El 20 de julio, Cabrera registró su carrera impulsada número 1,600 convirtiéndose en el jugador número 36 en la historia de las Grandes Ligas en alcanzar el hito. Dejó el partido del 12 de agosto contra los Mellizos debido a la rigidez de la espalda baja y se perdió los siguientes dos juegos.
El 24 de agosto, Cabrera tuvo un altercado con el receptor de los Yankees y futuro compañero de equipo, Austin Romine en el plato, lo que provocó una pelea para limpiar el banco. Ambos jugadores fueron expulsados. El 25 de agosto, Cabrera fue suspendido siete juegos por su papel en la pelea. Comenzó a cumplir su suspensión el 2 de septiembre después de que se redujera a seis juegos en la apelación.
El 24 de septiembre, a Cabrera le diagnosticaron dos hernias de disco en la espalda, una condición que probablemente jugó durante toda la temporada. El mánager Brad Ausmus y los Tigres no pensaron que el problema requeriría una cirugía de temporada baja. Cabrera terminó 2017 con un promedio de bateo de (.249), el mínimo de su carrera, y un porcentaje de slugging de (.399), el más bajo de su carrera, mientras que bateó 16 jonrones y condujo 60 carreras en 130 juegos.

#### 2018
El 4 de mayo de 2018, Cabrera fue colocado en la lista de lesionados de 10 días debido a una distensión en el tendón de la corva derecha. El 12 de junio, Cabrera sufrió una lesión en el bíceps izquierdo después de balancearse e inmediatamente abandonó el juego. Sufrió una ruptura en el tendón del bíceps izquierdo, que requirió cirugía y lo dejó fuera de acción por el resto de la temporada 2018. Terminó la temporada 2018 con un promedio de bateo de (.299), tres jonrones y 22 carreras impulsadas en 38 juegos.

#### 2019
Cabrera luchó con problemas de rodilla en 2019, lo que hizo que los Tigres lo cambiaran a un papel de bateador designado de tiempo completo a principios de junio. Bateó (.282) en el año con 12 jonrones y 59 carreras impulsadas en 139 juegos. Su porcentaje de slugging de (.398) fue el más bajo de su carrera.

#### 2020
Para la temporada 2020 , Cabrera bateó (.250) el segundo promedio de bateo más bajo de su carrera) (. 329 / .417) con 10 jonrones y 35 carreras impulsadas en 57 juegos. Hasta el final de la temporada, se ubicó en el puesto 23 de todos los tiempos en dobles (581), 23 en bases totales (4,942), 24 en carreras impulsadas (1,729), 30 en jonrones (487) y empató en el 46 en hits (2,866). Tuvo la velocidad de sprint más lenta de todos los bateadores designados de las Grandes Ligas, a (23.2 pies) por segundo.

#### 2021
El 1 de abril de 2021, con un jonrón en su primer turno al bate de la temporada 2021, Cabrera se convirtió en el segundo jugador de los Tigres en registrar 350 jonrones y 2,000 hits con el equipo, después de Al Kaline. El 11 de abril, Cabrera fue colocado en la lista de lesionados de 10 días con una distensión en el bíceps izquierdo. Fue desactivado de la lista de lesionados y regresó a la acción el 25 de abril. En un juego del 12 de mayo contra los Kansas City Royals, Cabrera superó a Omar Vizquel en la mayor cantidad de hits de un jugador nacido en Venezuela (2.878). El 1 de junio, Cabrera registró el doble 400 de su carrera con los Tigres, convirtiéndose en el octavo Tigre en la historia de la franquicia en alcanzar el hito. El doble 585 de la carrera de Cabrera el 15 de junio lo llevó al top 20 de todos los tiempos de la MLB (empatado con Rafael Palmeiro).
Después de registrar un promedio de bateo por debajo de (.200) durante los primeros dos meses de la temporada 2021, Cabrera bateó (.329) (28 de 85) en junio. Fue su primer mes completo bateando por encima de .300 desde junio de 2019.
Con el hit 2,944 de su carrera el 3 de agosto, Cabrera se movió al lugar 35 en la lista de todos los tiempos de la MLB, superando a Frank Robinson. El 22 de agosto, Cabrera conectó el jonrón número 500 de su carrera en la sexta entrada frente a Steven Matz de los Toronto Blue Jays, convirtiéndose en el jugador número 28 en la historia de las Grandes Ligas en alcanzar el hito y el primer jugador en hacerlo como Tiger.

#### 2022
En 2022 se convirtió en el trigésimo tercer jugador en llegar a los 3.000 hits en el béisbol de grandes ligas, al conectar el batazo ante los lanzamientos de su compatriota de Colorado Rockies, Antonio Senzatela. Cabrera, entró en el club 500-3.000 (500 jonrones y 3.000 hits) donde solo hay 7 jugadores en toda la historia de la MLB.[cita requerida]

#### 2023
Durante su última temporada como profesional en 2023, Cabrera anunció su retiro del béisbol después de una destacada carrera de dos décadas. Su despedida emocional tuvo lugar en Miami, la ciudad que lo vio debutar en las Grandes Ligas, y fue un momento emblemático en su carrera.

## Estadísticas de bateo
| Año   | Equipo | Juegos | AB     | CA    | H     | HR  | CI    | AVE  |
| 2003  | FLA    | 87     | 314    | 39    | 84    | 12  | 62    | .268 |
| 2004  | FLA    | 160    | 603    | 101   | 177   | 33  | 112   | .294 |
| 2005  | FLA    | 158    | 613    | 106   | 198   | 33  | 116   | .323 |
| 2006  | FLA    | 158    | 576    | 112   | 195   | 26  | 114   | .339 |
| 2007  | FLA    | 157    | 588    | 91    | 188   | 34  | 119   | .320 |
| 2008  | DET    | 160    | 616    | 85    | 180   | 37  | 127   | .292 |
| 2009  | DET    | 160    | 611    | 96    | 198   | 34  | 103   | .324 |
| 2010  | DET    | 150    | 548    | 111   | 180   | 38  | 126   | .328 |
| 2011  | DET    | 161    | 572    | 111   | 197   | 30  | 105   | .344 |
| 2012  | DET    | 161    | 622    | 109   | 205   | 44  | 139   | .330 |
| 2013  | DET    | 148    | 555    | 103   | 193   | 44  | 137   | .348 |
| 2014  | DET    | 159    | 611    | 101   | 191   | 25  | 109   | .313 |
| 2015  | DET    | 119    | 429    | 64    | 145   | 18  | 76    | .338 |
| 2016  | DET    | 158    | 595    | 92    | 188   | 38  | 108   | .316 |
| 2017  | DET    | 130    | 469    | 50    | 117   | 16  | 60    | .249 |
| 2018  | DET    | 38     | 134    | 17    | 40    | 3   | 22    | .299 |
| 2019  | DET    | 137    | 493    | 41    | 139   | 12  | 59    | .282 |
| 2020  | DET    | 57     | 204    | 28    | 51    | 10  | 35    | .250 |
| 2021  | DET    | 130    | 472    | 48    | 121   | 15  | 75    | .256 |
| 2022  | DET    | 122    | 397    | 25    | 101   | 05  | 43    | .254 |
| Total |        | 2,710  | 10,022 | 1,530 | 3,103 | 507 | 1,847 | .309 |

| AB | Turnos al bate      | CA  | Carreras anotadas |
| H  | Hits                | HR  | Home Runs         |
| CI | Carreras impulsadas | AVG | Average           |

## Premios, logros y marcas

### Premios
- Jugador del Año en MLB (voto de los jugadores) (2012 y 2013)
- Tigre del año (2012 y 2013)

tinta  
- Jugador Más Sobresaliente de la Liga Americana (voto de los jugadores) (2012)
- Premio Luis Aparicio (2005, 2011, 2012 y 2013]]
- Atleta del año (Premio que se le otorga al deportista venezolano más destacado) (2003, 2011, 2012 y 2013)

### Logros
Miguel Cabrera se ha convertido junto con Chris Davis, en los únicos peloteros en la historia que han conectado 30 jonrones e impulsado 90 carreras antes del Juego de Estrellas en una temporada de las Grandes Ligas (2013) siendo "Miggy" el primero en alcanzar esas cifras y es la cantidad más alta en la franquicia de los Tigres de Detroit.
Además de eso, es el primer jugador en ganar más de 5 premios y logros en un año (2012) de la Liga Americana, convocado al juego de las estrellas, líder jonronero, líder en carreras impulsadas, líder en promedio de bateo, jugador más valioso, Triple Corona de bateo, premio Hank Aaron, Bate de Plata además de jugador del año MLB (voto de los jugadores), Tigre del año, jugador más sobresaliente de la Liga Americana (voto de los jugadores), premio Luis Aparicio (se otorga al venezolano más sobresaliente de las grandes ligas), y Atleta del Año (premio que se le otorga al deportista venezolano más destacado).
En el año 2014 Miguel Cabrera acordó una extensión con los Tigres de Detroit, por 10 temporadas y 292 millones de dólares garantizados. El contrato del aragüeño deja atrás los 275 millones de Álex Rodríguez con los Yanquis de Nueva York, como contrato más alto, en su momento, y también supera el promedio anual de Clayton Kershaw con los Dodgers de Los ángeles, con poco menos de 31 millones de dólares. Esto convertirá al último ganador de 2 premios Jugador Más Valioso (MVP) de la Liga Americana como el atleta mejor pagado del planeta.

### Marcas

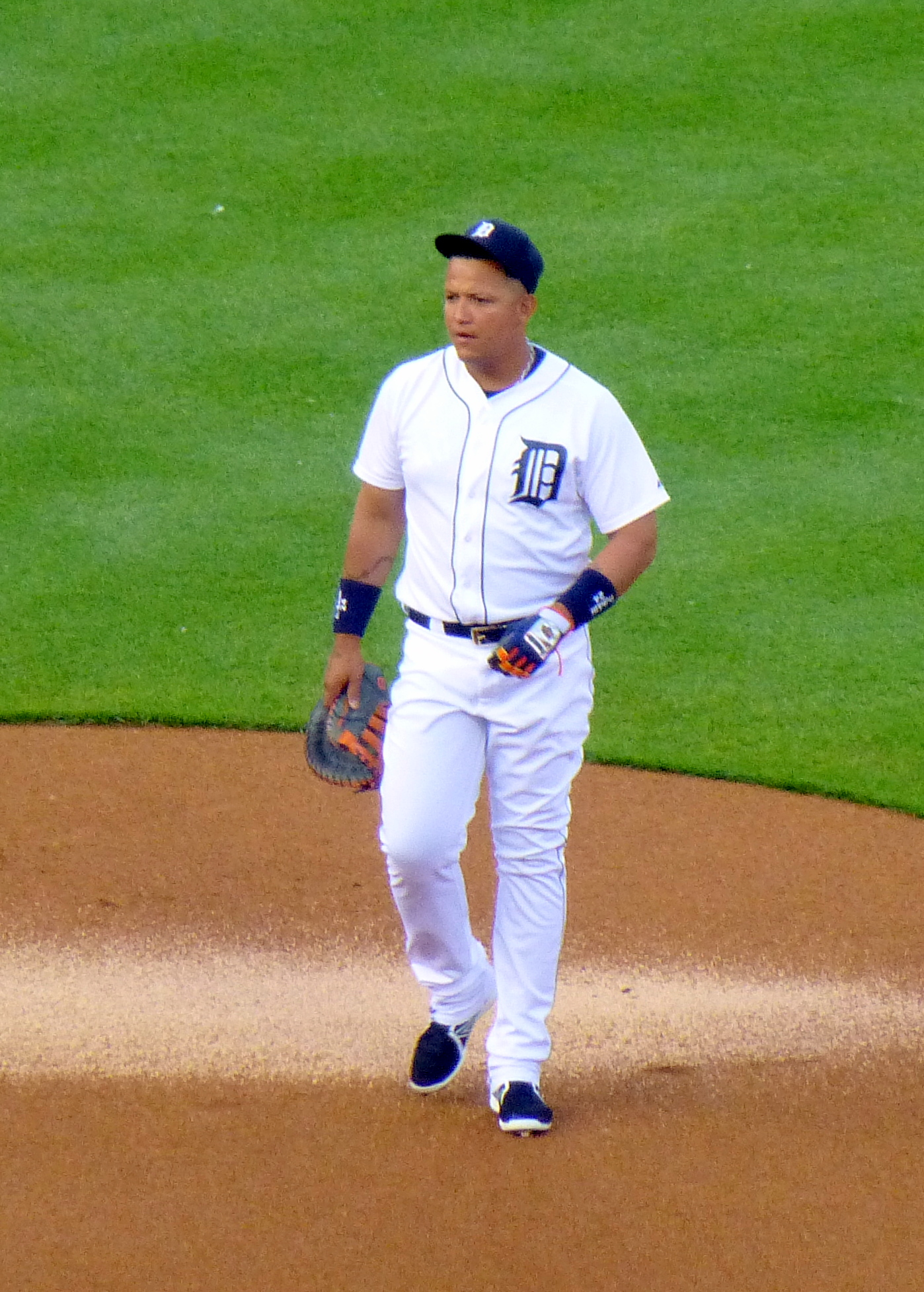
Miguel Cabrera con los Tigres de Detroit en 2014.

Miguel Cabrera se convirtió en el tercer pelotero más joven en llegar a las 500 carreras impulsadas, lo consiguió el 5 de septiembre de 2007, al conectar un hit e impulsar al Dominicano Hanley Ramírez en la quinta entrada ante los Washington Nationals (antiguos Expos de Montreal), "El Tigre Mayor" tenía 24 años y 139 días, solo detrás de las inmortales figuras Mel Ott y Ted Williams.
Solo 14 jugadores han sumado por lo menos cuatro temporadas con un centenar de remolques en sus primeros cinco años en las mayores. Con cinco temporadas consecutivas:
Cabrera también entró en la historia al convertirse en el tercer jugador más joven en llegar a las 100 impulsadas o más en cuatro temporadas seguidas, el 15 de septiembre de 2007 en la primera entrada ante los Colorado Rockies conectó un sencillo al right center contra el dominicano Ubaldo Jiménez para impulsar a su compañero Jeremy Hermida, solo es superado en este departamento por los miembros del Salón de la Fama Mel Ott y Ted Williams. Y se unió a Álex Rodríguez y al dominicano Vladimir Guerrero como los únicos bateadores que han llegado a 100 impulsadas en cada una de las últimas cuatro temporadas. Como dato curioso, esa misma noche Miguel conectó su primer Grand Slam en la gran carpa, ante los envíos del relevista dominicano Juan Morillo a la altura de la sexta entrada, este cuadrangular era el 32 de la temporada 2007 y el 136 de su carrera.
De los 12 antecesores a Miguel, solamente Whitney, Bonura, Trosky y Pujols (activo) no están en el Salón de la Fama de las Grandes Ligas. Desde que Cabrera hizo su debut en las mayores, solo Albert Pujols ha remolcado más carreras en la Liga Nacional que Cabrera.
En otra estadística notable reciente, Cabrera se convirtió en el cuarto jugador de las Grandes Ligas en conectar 50 dobles y 25 jonrones en una campaña antes de cumplir los 24 años de edad. Antes de él solo lo lograron Hank Greenberg, en 1934; Álex Rodríguez, en 1996; y el dominicano Albert Pujols, en el 2003.
Cabrera fue seleccionado para el Juego de Estrellas de las Grandes Ligas de Béisbol en 2004, 2005, 2006, 2007, 2010, 2011, 2012, 2013, 2014, 2015, 2016 y 2022. También participó en el "Home Run Derby" 2006 y fue invitado al año siguiente, pero no actuó por una pequeña lesión.
También ha ganado el Premio Bate de Plata (Silver Slugger Award en inglés) en 7 ocasiones: en 2005 y 2006 con los Marlins de Florida y en 2010, 2012, 2013, 2015 y 2016 con los Tigres de Detroit.

## Extorsión y chantaje del régimen venezolano
Tras mantener una postura discreta respecto a la crisis creciente en su tierra natal, el baluarte de los Detroit Tigers, Miguel Cabrera, ha lanzado un fuerte golpe contra el gobierno de Venezuela, expresando agotamiento por el miedo constante por la seguridad de su familia y la extorsión financiera para protegerlos de la violencia.
En un video compartido en su Instagram el primer día del receso de All-Star, Cabrera articuló su desdén, "Estoy cansado de escuchar que van a secuestrar a mi madre, y no sé si es un policía o un malhechor, no sé quiénes son. Todo lo que sé es que si no pago, esa gente desaparece." Las observaciones, hechas inicialmente en español, fueron una de muchas de una serie de videos publicados en la plataforma de redes sociales, traducidos más tarde al inglés por un traductor de español para el Free Press.
Sus comentarios resaltan la grave condición económica en Venezuela y su deseo de catalizar un cambio en su tierra natal. Aunque anteriormente se le había aconsejado no involucrarse en la política, Cabrera ahora cree que es imperativo intervenir ya que la nación, en sus palabras, ha sido "secuestrada". También expresó las amenazas dirigidas hacia él y suplicó por la seguridad de su familia: "Por favor, no hagan daño a mi familia. Se los suplico."
Miguel Cabrera, sin etiquetarse como un rebelde, enfatizó su apoyo para mejorar las condiciones de vida en Venezuela. Además, desestimó las acusaciones de ser influenciado financieramente por individuos en los EE. UU. para criticar a Venezuela. También respondió a las críticas sobre su supuesta insuficiencia en ayudar al pueblo venezolano, defendiendo sus esfuerzos y su estatus de millonario al recordar sus contribuciones como enviar medicinas y alimentos, y llamar a elecciones en Venezuela.
El grito público de Cabrera por un cambio sigue a un evento trágico ocurrido 13 años antes, cuando Ugueth Urbina, otro Tigre venezolano, enfrentó una terrible situación cuando su madre fue secuestrada y retenida por un rescate de $6 millones. La postura abierta de Cabrera en tiempos recientes, junto con otros jugadores venezolanos de Major League Baseball, refleja un descontento y preocupación crecientes sobre la maraña política y humanitaria que asola a Venezuela, que ha visto a al menos 75 personas perder la vida en los últimos tres meses debido a la inquietud civil desencadenada por la presidencia de Nicolás Maduro, cuya administración es culpada por la inflación de tres dígitos del país, las profundas escaseces de alimentos y medicinas, y las crecientes tasas de criminalidad.
Como uno de los íconos de béisbol más celebrados de Venezuela, las vocalizaciones de Cabrera sobre la crisis representan un cambio notable, encapsulando una súplica desesperada por intervención y restauración de la normalidad en una nación asediada por la agitación política y social.